# مؤسس سیلیکیان
مُوْسِس سیلیکیان (به ارمنی: Մովսես Սիլիկյան)، (به انگلیسی: Movses Silikyan) (زاده ۱۸۶۲ میلادی، وفات ۱۰ دسامبر ۱۹۳۷ میلادی)، یک فرمانده نظامی ارمنی و قهرمان ملی ارمنستان با درجه سرلشکری بود.

## زندگی‌نامه
سیلیکیان بعد از به پایان رساندن دبیرستان نظامی در مسکو وارد دانشگاه افسری گیومری می‌شود و بعد از فارغ‌التحصیلی از آن دانشگاه نظامی در سال ۱۸۸۴ میلادی وارد ارتش روسیه می‌شود. سیلیکیان مدتی به عنوان آجودان گردان خدمت می‌کند و در اوایل جنگ جهانی اول در عملیات جنگی در قفقاز که به مدت چهار سال به طول انجامید فرماندهی واحدهای داوطلب ارمنی مستقر در ایروان را بر عهده می‌گیرد. در سال ۱۹۱۵ و ۱۹۱۶ میلادی با درجه سرهنگی در مقاومت وان شرکت می‌کند و بعد در دو نبرد مهم یعنی نبرد ارزروم و نبرد بتلیس در کنار نیروهای روس به جنگ دولت عثمانی می‌رود و موفق می‌شوند شکست سختی به نیروهای عثمانی وارد سازند.
سیلیکیان بعد از این دو نبرد مفتخر به مدال سنت جورج می‌شود. او قبل از انقلاب روسیه به درجه سرلشکری ارتقاء یافت و بعد از آن انقلاب، ارتش قفقاز روسیه را ترک می‌کند. سیلیکیان در سال ۱۹۱۸ میلادی سازماندهی نیروهای نظامی برای دفاع از ایروان را برعهده می‌گیرد و هنگ اول و هنگ سوار پارتیزان که تعداد سربازان به ۲۰۰۰ نفر می‌رسید را تشکیل می‌دهد. سیلیکیان در نبرد سارداراباد نیروهای تحت فرمان او مسئولیت دفاع از ایروان را برعهده داشتند؛ برای مقابله با حمله تُرک‌ها دست به کار شدند و نه فقط تعرض تُرک‌ها را درهم شکستند بلکه موفق شدند آنها را حدود پنجاه کیلومتر نیز به عقب براند. سیلیکیان در دو نبرد یعنی (نبرد آپاران، جنگ ارمنستان–ترکیه) مسئولیت فرماندهی ارتش ارمنستان را برعهده داشت.
مؤسس سیلیکیان در ۲۲ نوامبر ۱۹۳۷ میلادی قربانی پاکسازی بزرگ، (قربانیان ارمنی در پاکسازی بزرگ) می‌شود.

## مدال‌ها

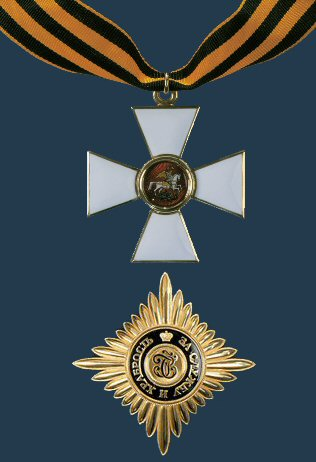
مدال سنت جورج
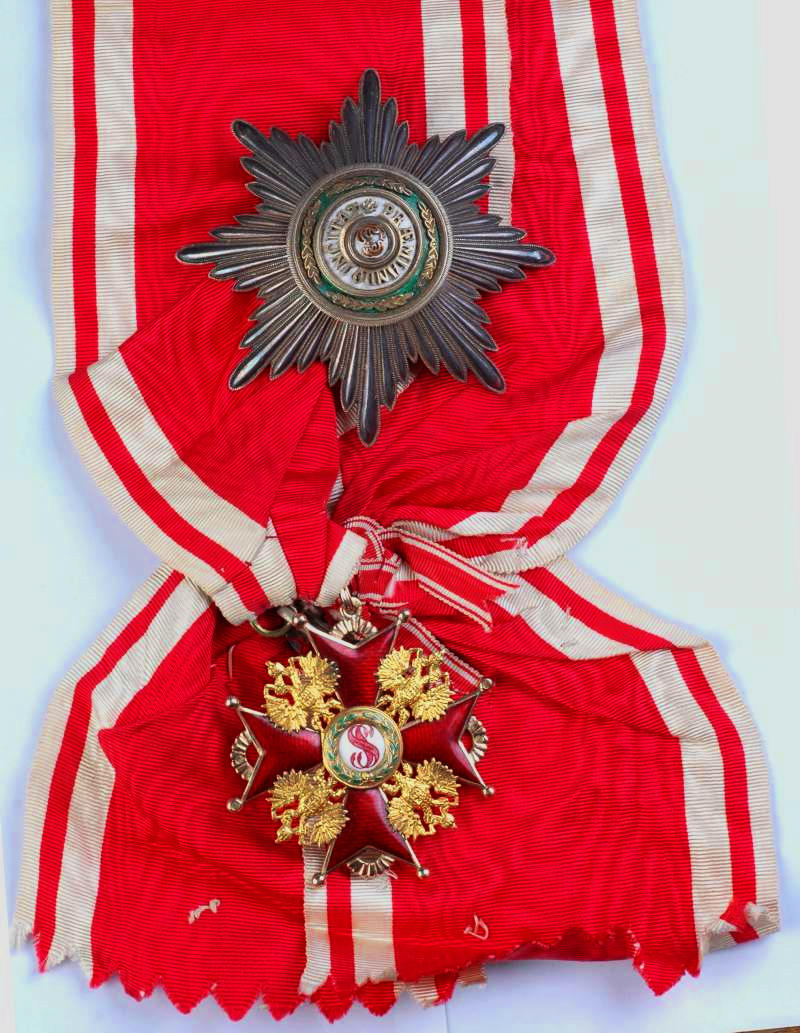
مدال سنت استانیسلاس

- مدال سنت جورج
- مدال سنت استانیسلاس